# Федерация хоккея Кыргызской Республики
Федерация хоккея с шайбой Кыргызской Республики — национальная хоккейная ассоциация Кыргызстана.

## История
Ассоциация была принята в Международную федерацию хоккея с шайбой 14 мая 2011 года. Федерация является одним из ассоциированных членов ИИХФ и поэтому не имеет права голоса на Генеральной Ассамблее.
Ассоциация в основном занимается реализацией игр сборной Кыргызстана по хоккею с шайбой. Кроме того, ассоциация организует игры Кыргызской хоккейной лиги.